# Nothin' but the Blues
Albums de Johnny Winter
Together
(1976) White, Hot and Blue
(1978)
Nothin' but the Blues, paru mi-1977, est le huitième album studio de Johnny Winter. 

## L'album
Après une incursion de plusieurs années dans le rock à la suite notamment de sa collaboration avec Rick Derringer, retour au blues pour Johnny Winter. D'où le titre de l'album que l'on pourrait traduire par « Rien d'autre que le blues ».
Dans les premiers mois de 1977, Johnny Winter a produit et tourné avec Muddy Waters et c'est avec ses musiciens qu'il a enregistré cet album.
À l'exception d'un titre, et c'est assez exceptionnel chez lui, toutes les compositions de l'album sont de Johnny Winter.

## Musiciens
- Johnny Winter : chant, guitare, basse
- Bob Margolin : guitare
- Charles Calmese : basse
- Willie "Big Eyes" Smith : batterie
- Pinetop Perkins : piano
- James Cotton : harmonica

## Les titres
| No | Titre                     | Durée |
| -- | ------------------------- | ----- |
| 1. | Tired of Tryin'           | 3:40  |
| 2. | TV Mama                   | 3:11  |
| 3. | Sweet Love and Evil Women | 2:50  |
| 4. | Everybody's Blues         | 5:03  |
| 5. | Drinkin' Blues            | 5:03  |
| 6. | Mad Blues                 | 4:17  |
| 7. | It Was Rainin'            | 5:53  |
| 8. | Bladie Mae                | 3:30  |
| 9. | Walking Thru the Park     | 4:07  |

## Informations sur le contenu de l'album
- Muddy Waters accompagne au chant sur plusieurs titres.
- Walking Thru the Park est une reprise de Muddy Waters (1959).